# 조 비 세니
조 비 세니(JoBe Cerny, 1947년 12월 5일 ~ )는 미국의 배우, 성우이다.
시서로에서 태어났다.

## 영화
- 키스의 전주곡 (1992년)
- 처단자 (1987년)